# Clostera cupreata
Clostera cupreata är en fjärilsart som beskrevs av Butler 1886. Clostera cupreata ingår i släktet Clostera och familjen tandspinnare. Inga underarter finns listade i Catalogue of Life.